# Occidentali's Karma
 (srp. Karma zapadnjaka) je pesma italijanskog pevača Frančeska Gabanija. Dana 10. februara 2017. BMG Rights Management objavio je pesmu. Pesma je pobedila na Festivalu u Sanremu 2017. i time stekla pravo da predstavlja Italiju na izboru za Pesmu Evrovizije 2017.

## Pesma Evrovizije 2017.
Frančesko Gabani je sa pesmom Occidentali's Karma učestvovao na Festivalu u Sanremu 2017. u kategoriji Šampioni i pobeđuje. Time je postao prvi umetnik kome je pošlo za rukom da pobedi u obe kategorije tokom dve uzastopne godine.
Kao predstavnik Italije, koja je članica Velike petorke, Frančesko se automatski kvalifikovao u finalnoj večeri, koje se održalo 13. maja. Frančesko je završio na šestom mestu.

## Spisak pesama
| №  | Naziv | Trajanje |  |
| 1. |       | 3:37     |  |

## Istorija objave
| Regija      | Datum             | Format                | Izdavačka kuća |
| ----------- | ----------------- | --------------------- | -------------- |
| Širom sveta | 10. februar 2017. | Digitalno preuzimanje |                |

## Spoljašnje veze
- Occidentali's Karma (master) na sajtu  (jezik: engleski)
- Zvanični video na sajtu